# Ceratina diligens
Ceratina diligens är en biart som beskrevs av Smith 1879. Ceratina diligens ingår i släktet märgbin, och familjen långtungebin. Inga underarter finns listade i Catalogue of Life.